# Vellinge socken

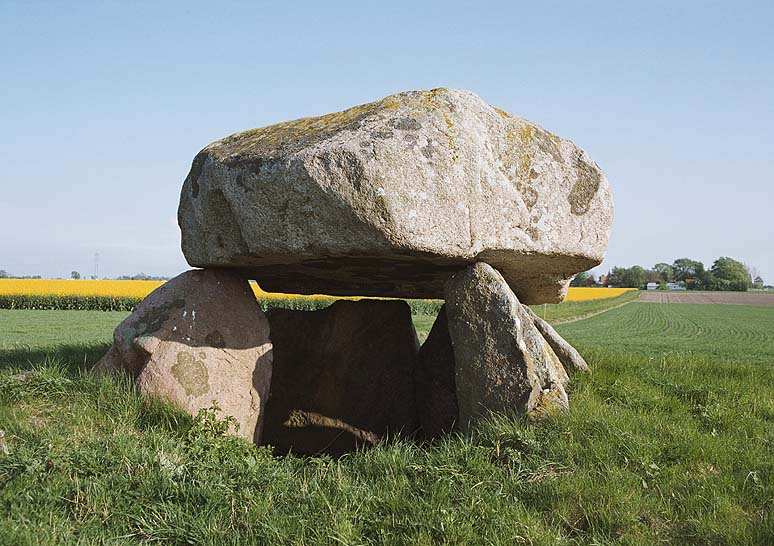
Klockaredösen. Stenkammargrav.

Vellinge socken i Skåne ingick i Skytts härad, ingår sedan 1971 i Vellinge kommun och motsvarar från 2016 Vellinge distrikt.
Socknens areal är 16,0 kvadratkilometer varav 15,01 land. År 2000 fanns här 4 542 invånare. Huvuddelen av tätorten Vellinge med sockenkyrkan Vellinge kyrka ligger i socknen. 

## Administrativ historik
Socknen har medeltida ursprung. 
Vid kommunreformen 1862 övergick socknens ansvar för de kyrkliga frågorna till Vellinge församling och för de borgerliga frågorna bildades Vellinge landskommun. Landskommunen utökades 1952 och ombildades 1971 till Vellinge kommun. Församlingen uppgick 2002 i Vellinge-Månstorps församling.
1 januari 2016 inrättades distriktet Vellinge, med samma omfattning som församlingen hade 1999/2000.  
Socknen har tillhört län, fögderier, tingslag och domsagor enligt vad som beskrivs i artikeln Skytts härad. De indelta soldaterna tillhörde Skånska dragonregementet, Malmö skvadron, överstelöjtnantens kompani.

## Geografi
Vellinge socken ligger söder om Malmö vid Foteviken, Öresund. Socknen är en odlad slättbygd på Söderslätt.

## Fornlämningar
Fem boplatser från stenåldern är funna. Från bronsåldern finns en gravhög. 

## Namnet
Namnet skrevs 1318 Hweällingä och kommer från kyrkbyn. Efterleden är inbyggarbeteckningen inge. Förleden har oklar tolkning..
Namnet skrevs före 22 oktober 1927 även Vällinge/Hvällinge socken.